# D.J. Caruso
Daniel John Caruso Jr. (Norwalk (Connecticut), 17 januari 1965) is een Amerikaanse filmregisseur, -producent en scenarioschrijver.
Caruso studeerde televisieproductie aan de Pepperdine-universiteit. Hij begon zijn regisseur-carrière als second unit director bij regisseur John Badham. Caruso regisseerde diverse televisieproducties zoals Smallville en The Shield. Op het witte doek ontving hij positieve kritieken met films als de thrillers Disturbia (die licht gebaseerd is op Alfred Hitchcock-klassieker Rear Window) en Eagle Eye beide met Shia LaBeouf in de hoofdrol.

## Filmografie

### Film
Exclusief korte films
| Jaar | Titel                      | Regie | Producent    | Scenario | Opmerkingen              |
| ---- | -------------------------- | ----- | ------------ | -------- | ------------------------ |
| 1991 | The Hard Way               | Nee   | Geassocieerd | Nee      |                          |
| 1993 | Point of No Return         | Nee   | Geassocieerd | Nee      | Ook second unit director |
| 1993 | Another Stakeout           | Nee   | Co           | Nee      | Ook second unit director |
| 1994 | Drop Zone                  | Nee   | Ja           | Nee      | Ook second unit director |
| 1995 | Nick of Time               | Nee   | Uitvoerend   | Nee      | Ook second unit director |
| 2002 | Crazy as Hell              | Nee   | Ja           | Nee      |                          |
| 2002 | The Salton Sea             | Ja    | Nee          | Nee      |                          |
| 2004 | Taking Lives               | Ja    | Nee          | Nee      |                          |
| 2005 | Two for the Money          | Ja    | Nee          | Nee      |                          |
| 2007 | Disturbia                  | Ja    | Nee          | Nee      |                          |
| 2008 | Eagle Eye                  | Ja    | Nee          | Nee      |                          |
| 2011 | I Am Number Four           | Ja    | Nee          | Nee      |                          |
| 2013 | Standing Up                | Ja    | Nee          | Ja       |                          |
| 2016 | The Disappointments Room   | Ja    | Nee          | Ja       |                          |
| 2017 | xXx: Return of Xander Cage | Ja    | Nee          | Nee      |                          |
| 2022 | Redeeming Love             | Ja    | Nee          | Ja       |                          |

### Televisie
| Jaar      | Titel                          | Regie | Producent | Scenario | Opmerkingen            |
| --------- | ------------------------------ | ----- | --------- | -------- | ---------------------- |
| 1996      | VR.5                           | Ja    | Nee       | Nee      | 1 aflevering           |
| 1996-1997 | High Incident                  | Ja    | Nee       | Nee      | 4 afleveringen         |
| 1997      | Beyond Belief: Fact or Fiction | Ja    | Nee       | Nee      | 1 aflevering           |
| 1998      | Black Cat Run                  | Ja    | Nee       | Nee      | Televisiefilm          |
| 1998      | Mercy Point                    | Ja    | Nee       | Nee      | 1 aflevering           |
| 1998      | Buddy Faro                     | Ja    | Nee       | Nee      | 1 aflevering           |
| 1999      | Martial Law                    | Ja    | Nee       | Nee      | 1 aflevering           |
| 1999      | Mind Prey                      | Ja    | Nee       | Nee      | Televisiefilm          |
| 1999      | The Strip                      | Ja    | Nee       | Nee      | 1 aflevering           |
| 2001      | Dark Angel                     | Ja    | Nee       | Nee      | 1 aflevering           |
| 2001      | Going to California            | Ja    | Nee       | Nee      | 1 aflevering           |
| 2002      | Smallville                     | Ja    | Nee       | Nee      | 1 aflevering           |
| 2002      | Robbery Homicide Division      | Ja    | Nee       | Nee      | 2 afleveringen         |
| 2002–2006 | The Shield                     | Ja    | Nee       | Nee      | 6 aflevering           |
| 2005      | Over There                     | Ja    | Nee       | Nee      | 1 aflevering           |
| 2011      | Inside                         | Ja    | Nee       | Ja       | Alternate reality game |
| 2014      | Tin Man                        | Ja    | Nee       | Nee      | Televisiefilm          |